# Centre correctionnel de l'Île McNeil
McNeil Island Corrections Center
Le centre correctionnel de l'Île McNeil (en anglais : McNeil Island Corrections Center ou MICC ) est une ancienne prison américaine située près de Steilacoom sur l'île McNeil. Cette île se trouve dans le Puget Sound et appartient au comté de Pierce,  dans l’État américain de Washington, sur du  nord-ouest des États-Unis,.
L'établissement était géré par le Washington State Department of Corrections (en).

## Histoire
L'établissement, conçu par l'architecte américain William E. Boone (en),, ouvre en 1875 et sert initialement d'établissement correctionnel territorial, puis de pénitencier fédéral. Les américains condamnés à des peines d'emprisonnement par les United States Court for China (en), tribunaux chargés d'opérer en Chine à la fin du XIXe siècle et au début du XXe siècle, purgent leur peine au centre correctionnel de l'ïle McNeil.
Dans les années 1910, Robert Stroud, « l'homme aux canaris d'Alcatraz », est incarcéré dans l'établissement. Il y poignarde mortellement un gardien de prison en mars 1916.
Pendant la Seconde Guerre mondiale, quatre-vingt-cinq Américains d'origine japonaise qui avaient résisté à la conscription pour protester contre leur internement, dont le militant des droits civiques Gordon Hirabayashi (en), sont condamnés à des peines de prison à McNeil ; tous sont par la suite graciés par le président Harry S. Truman en 1947. 
Le criminel et romancier James Fogle est envoyé à McNeil à l'âge de 17 ans dans les années 1950.
L'État de Washington commence à louer l'établissement au gouvernement fédéral en 1981, et plus tard cette année-là, le Washington State Department of Corrections (en) commence à déplacer les prisonniers dans l'établissement, rebaptisé "McNeil Island Corrections Center". L'île a été cédée au gouvernement de l'État en 1984.
En novembre 2010, le département annonce son intention de fermer le l'établissement d'ici 2011, économisant ainsi 14 millions de dollars. L'établissement ferme en 2011.

## Détenus notables
- Alvin Karpis, gangster de l'époque de la dépression [9]
- Tomoya Kawakita, criminel de guerre et collaborateur du Japon impérial
- Gordon Hirabayashi (en), résistant contre l'internement des Américains d'origine japonaise pendant la Seconde Guerre mondiale
- Mickey Cohen, chef de gang des années 1930 à Los Angeles
- Robert Franklin Stroud, "l'homme aux canaris d'Alcatraz" meurtrier reconnu coupable et cause célèbre [9],[13]
- Alton Wayne Roberts[14], condamné dans l'affaire États-Unis c. Price des meurtres de Chaney, Goodman et Schwerner
- Vincent Hallinan, candidat à la présidentielle de 1952 [15]
- Charles Manson de la famille Manson[13].